# Auguste Lantz
Pour les articles homonymes, voir Lantz (homonymie).
Né le 28 mai 1828 à Bouxwiller (Bas-Rhin), Jean Auguste Lantz est un naturaliste français à l'origine du développement important des collections du muséum d'histoire naturelle de La Réunion, dont il fut le premier conservateur de 1863 jusqu'à sa mort le 21 juin 1893 à Saint-Denis de La Réunion.
Préparateur au Muséum national d'histoire naturelle de Paris, il est retenu le 30 mai 1862 pour le poste de conservateur du nouveau Muséum d'histoire naturelle de l'île de La Réunion sept ans après son inauguration en 1855.

## Voyages
Dès l'année qui suit son arrivée à la Réunion, Auguste Lantz voyage à Madagascar. En 1865, il participe à l'expédition d'Alfred Grandidier sur cette île. Deux ans plus tard, en 1867, il en parcourt l'ouest et notamment l'île de Nosy Be. Il ramène de cette expédition 703 oiseaux et 19 mammifères. En 1870, après avoir visité la côte est entre septembre et novembre 1868, il est cette fois dans la région de Tananarive. Il en reviendra avec 653 oiseaux et une vingtaine de mammifères.
Auguste Lantz visite ensuite différentes îles des Seychelles d'avril à septembre 1877 à la demande d'Eugène Chevreul, alors directeur du muséum parisien. Il en ramène trois perruches à collier de Ward (Psittacula wardi), des oiseaux endémiques de l'archipel et aujourd'hui disparus. Un exemplaire fait toujours partie des collections du Muséum, et il n'y en a plus que treize au total dans le monde.
En 1874, Auguste Lantz explore finalement l'île Saint-Paul et l'île Amsterdam. Il en revient avec une belle collection de poissons et oiseaux marins.
De tous ses voyages, il ramène chaque espèce en double exemplaire au moins. Les doublons lui servent de monnaie d’échange avec des muséums d'histoire naturelle en France, parmi lesquels ceux de Boulogne-sur-Mer, Brest, Caen, Colmar, Douai, Foix, Nancy, Paris, Rouen et Strasbourg. Il échange aussi avec des homologues de Leyde aux Pays-Bas, Oslo en Norvège et Adélaïde en Australie.